# Enkil
Enkil è un vampiro appartenente ai romanzi di Anne Rice.
Re della terra di Kemet (l'antico Egitto) attorno al 4000 a.C., Re Enkil sposò l'ambiziosa principessa di Ur, Akasha. La regina mostrò immediatamente il suo carattere autoritario, di fatto accentrando il potere su sé stessa e regnando secondo il suo volere. Sotto suo ordine, Enkil attaccò il villaggio dove Maharet e Mekare vivevano, con la scusa di eliminare le loro usanze cannibali, e massacrò tutti gli abitanti. Le due streghe furono dunque rapite e condotte alla corte della regina per essere interrogate sulla natura degli spiriti e degli dei. Dopo l'attacco del demone Amel, evocato da Mekare, il Re fu pugnalato a morte dai congiurati delle famiglie nobili. Ma Akasha, dopo essere diventata un vampiro, ne fece un immortale e lo risanò.
Assieme a sua moglie diede in seguito inizio alla prima stirpe dei vampiri, e creò il culto di Osiride, accentrato su sé stesso e autoproclamandosi un'autentica divinità.
Nel corso dei millenni cadde in un sonno simile alla morte, e il suo corpo, vivo seppur immobile, venne curato e trattenuto nei secoli dai vari custodi. Nel suo sogno millenario, Enkil si destò varie volte per proteggere la sua consorte da coloro che, venendo ad attingere alla Madre dei vampiri, minacciavano di prosciugarla. L'ultima volta che si alzò dal trono, Enkil quasi uccise il vampiro Lestat, anche se egli era stato invitato dalla stessa Akasha a bere il suo sangue. Questo fa presupporre che oltre alla sua volontà di proteggerla da attentatori alla sua vita, Enkil fosse anche molto geloso di lei. Lestat dovette fuggire per salvarsi dalla collera del Re.
Dopo che Akasha si destò dal sonno, a causa della canzone di Lestat, ella ne bevve tutto il sangue, prosciugandolo. A sua detta, la sua mente era ormai devastata dal lunghissimo coma e non avrebbe più potuto esserle utile. Enkil morì all'età di 6000 anni circa, dopo millenni di quiescenza, nel 1985, nel sacrario di Marius, ucciso da Akasha stessa che ne aveva bevuto tutto il sangue.